# Colin Sturgess
Colin Andrew Sturgess (ur. 15 grudnia 1968 w Wakefield) – brytyjski kolarz torowy i szosowy, dwukrotny medalista torowych mistrzostw świata.

## Kariera
Pierwszy sukces w karierze Colin Sturgess odniósł w 1986 roku, kiedy zdobył srebrny medal w indywidualnym wyścigu na dochodzenie podczas igrzysk Wspólnoty Narodów w Edynburgu. Dwa lata później wystartował na igrzyskach olimpijskich w Seulu, gdzie w tej samej konkurencji był czwarty, przegrywając walkę o podium z Berndem Dittertem z NRD. Na mistrzostwach świata w Lyonie w 1989 roku zdobył indywidualnie złoty medal, bezpośrednio wyprzedzając Australijczyka Deana Woodsa i Francuza Régisa Clère’a. Ponadto w tej samej konkurencji był trzeci na mistrzostwach świata w Stuttgarcie w 1991 roku, ulegając jedynie Francisowi Moreau z Francji i innemu Brytyjczykowi Shaunowi Wallace’owi. W 1998 roku wraz z kolegami wywalczył srebrny medal w drużynowym wyścigu na dochodzenie podczas igrzysk Wspólnoty Narodów w Kuala Lumpur.